# Ortal, Golan Heights
Ortal (tiếng Hebrew: אוֹרְטַל) là một khu định cư của Israel và kibbutz ở phía bắc Cao nguyên Golan. Nằm ở độ cao 915 mét so với mực nước biển và 20 kilômét (12 mi) phía đông bắc Katzrin, nó thuộc thẩm quyền của Hội đồng khu vực Golan. Năm 2017 nó có dân số 352. [1] Cộng đồng quốc tế coi các khu định cư của Israel ở Cao nguyên Golan là bất hợp pháp theo luật pháp quốc tế, nhưng chính phủ Israel tranh chấp điều này.
א

## Nền kinh tế
Vườn nho của kibbutz, liên kết với Nhà máy rượu Golan, sản xuất một số giống nho.